# Onthophagus benedictorum
Onthophagus benedictorum là một loài bọ cánh cứng trong họ Bọ hung (Scarabaeidae).